# Diògenes d'Enoanda
Diògenes d'Enoanda (grec antic: Διογένης ὁ Οἰνοανδεύς; segles I - II) va ser un filòsof grec que va viure entre els segles I i II. Formava part de l'escola d'Epicur (vegeu epicureisme).
Home d'una considerable posició econòmica, va fer erigir un llarg mur de columnes a l'àgora de la ciutat d'Enoanda i hi va fer inscriure les màximes d'Epicur en lletres de gran mida.
Tot el poc que sabem de la persona de Diògenes és el que indica ell en el seu escrit monument: que (com seria impossible de discutir) disposava d'una bona suma econòmica que li permetia fer la despesa d'aquest monument insòlit. Que estava malalt del cor en el moment d'edificar aquesta obra, i que sentia un grandiós entusiasme per Epicur i per la forma que (segons el mateix Diògenes interpreta) tenia l'epicureisme d'entendre la filantropia i l'amistat. Diògenes va expressar la seva idea de, en morir, ser enterrat al peu del seu monument epicuri, cosa que, hom pot suposar, se li va concedir.
La figura de Diògenes no està gens documentada en la història. De fet, abans del relativament recent descobriment del seu gegantesc monument, el simpàtic home ric epicuri havia caigut enfonsat en les boires del temps. En l'actualitat, però, els temps són diferents per a ell, i el seu document és estudiat tant per historiadors com per erudits de la filosofia, i representa un dels pocs escrits conservats de l'epicureisme, que va resultar evidentment "protegit" de la persecució del cristianisme més ortodox i de l'escolàstica durant l'edat mitjana i altres èpoques històriques.

## La inscripció de Diògenes d'Enoanda
Descoberts l'any 1884 per una expedició arqueològica francesa, i excavats i publicats per V. Cousin en els anys següents, els fragments conservats de Diògenes són, en certa manera, una sorprenent publicitat del missatge ideològic i moral d'Epicur.
Possiblement, el fragment més conegut de l'epicureisme de Diògenes és aquell en què fa referència a la intenció visiblement filantròpica que, almenys segons ell, té la doctrina epicúria. Aquest fragment, traduït aproximadament, és el següent:
| « | (...) I no sols hem fet això [aquests escrits] en favor dels estrangers, que en veritat no són tals. Perquè, segons la divisió parcial de la terra, cadascú té una pàtria diferent, però segons l'extensió completa del món nostre, la pàtria de tots és la terra sencera, i un únic món és la seva morada (de tots) (...). | » |

Aquest optimisme radical i esperançat ha estat criticat per alguns com si fos una mica ingenu i poc realista. En tot cas, és, com hem dit, un dels fragments que més ressalta del pensador d'Enoanda: el seu humanitarisme i internacionalisme, que, criticable o no, és en tot cas en ell ben evident.
Parlant en general, el relat és dividit pel mateix Diògenes en cinc parts: dues en tracten sobre la física epicúria, una tracta sobre ètica, una altra sobre la vellesa com un estat de la vida, i la cinquena conté diversos textos epicuris, en concret, diverses màximes, una carta juvenil d'Epicur a la seva mare, i el testament del mateix Diògenes, junt amb algunes afirmacions que fa d'ell mateix, i dels motius que el portaren a la publicació d'aquest gegantesc escrit.
Aquest monument de Diògenes d'Enoanda resulta sorprenent, en part per estar escrit d'aquesta poc ortodoxa forma (una paret enorme per a difondre una determinada doctrina), i en part per, també cal dir-ho, les informacions que dona de l'epicureisme, tan interessants per als estudiosos de la filosofia, i que es narren sempre d'una manera una mica autobiogràfica i curiosa.